# 片原町駅

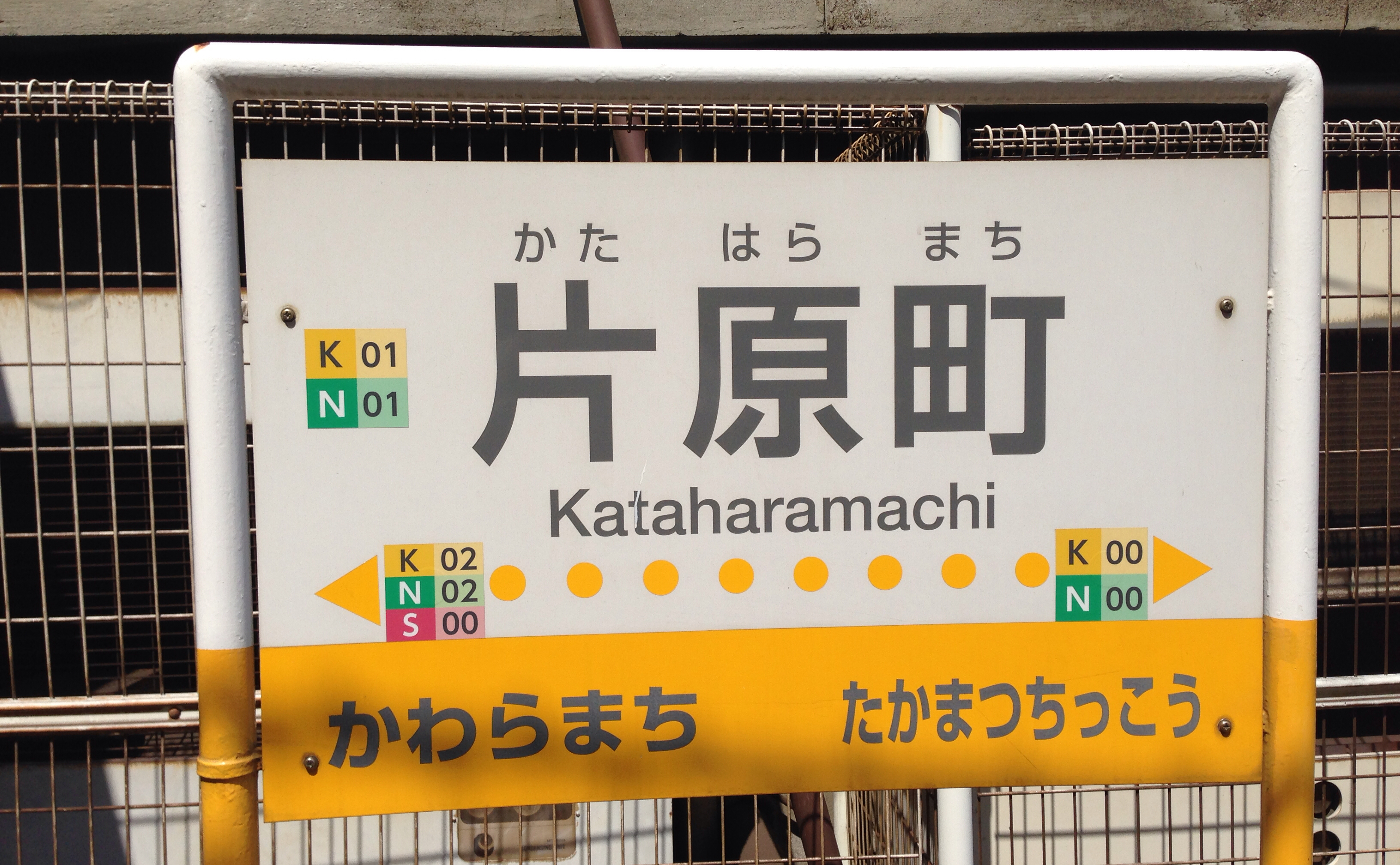
片原町駅駅名標（2014年5月）

片原町駅（かたはらまちえき）は、香川県高松市鶴屋町にある、高松琴平電気鉄道琴平線の駅である。瓦町駅を起点とする長尾線の列車も乗り入れる。駅番号は琴平線がK01、長尾線がN01。
IruCa取り扱い窓口・IruCa定期券窓口がある。

## 歴史
- 1948年
  - 2月18日 - 琴電高松駅（現・瓦町駅）からの延伸の際に開業。
  - 12月26日 - 当駅から築港駅（現・高松築港駅 - 仮駅）まで延伸。

## 駅構造
相対式2面2線の地上駅。有人駅である。途中下車指定駅。
のりば
| 乗り場 | 路線    | 方向 | 行先                     |
| ------ | ------- | ---- | ------------------------ |
| 1      | ■琴平線 | 上り | 高松築港行               |
| 2      | ■琴平線 | 下り | 瓦町・滝宮・琴電琴平方面 |
| 2      | ■長尾線 | 下り | 瓦町・平木・長尾方面     |

- 1番線では発車メロディとして、2番線では接近メロディとして、それぞれマルヨシセンターのCMソングをアレンジしたものが使われていた時期がある。

## 利用状況
| 1日乗降人員推移 | 1日乗降人員推移 |
| 年度            | 1日平均人数     |
| --------------- | --------------- |
| 2011年          | 4,574           |
| 2012年          | 4,628           |
| 2013年          | 4,753           |
| 2014年          | 4,886           |
| 2015年          | 5,011           |
| 2016年          | 5,217           |
| 2017年          | 5,305           |
| 2018年          | 5,353           |
| 2019年          | 5,362           |
| 2020年          | 4,289           |

## 駅周辺
- マルヨシセンター（スーパーマーケット）片原町店
  - 駅舎に隣接した旧コトデンスーパー片原町店の跡地に2001年10月開業。同社の店舗で唯一、IruCaが利用可能。老朽化と契約満了に伴い2025年3月31日をもって閉店[2]。
- 高松市レンタサイクルポート
- 高松中央商店街 - 片原町商店街隣接。
  - 片原町東部商店街
  - 片原町西部商店街
- 高松三越
- 西日本放送本社（高松本社）
- 高松中央郵便局
- 香川県立ミュージアム
- ザ・セレクトン高松 - 旧オークラホテル高松。2019年4月1日に売却、同年10月1日に改名。
- 高松市総合教育センター（旧高松市立新塩屋町小学校跡）
- 高松信用金庫片原町支店
- 松屋高松兵庫町店
- マルナカ通町店
- 香川県道159号高松港線（三越通り）
- 香川県道160号高松港栗林公園線
- 片原町駅前バス停と片原町バス停
- 東横INN高松兵庫町
- ドン・キホーテ 高松丸亀町店

## 隣の駅
高松琴平電気鉄道
■琴平線（■長尾線直通含む）
高松築港駅（K00/N00） - 片原町駅（K01/N01） - 瓦町駅（K02/N02/S00）

## 画像

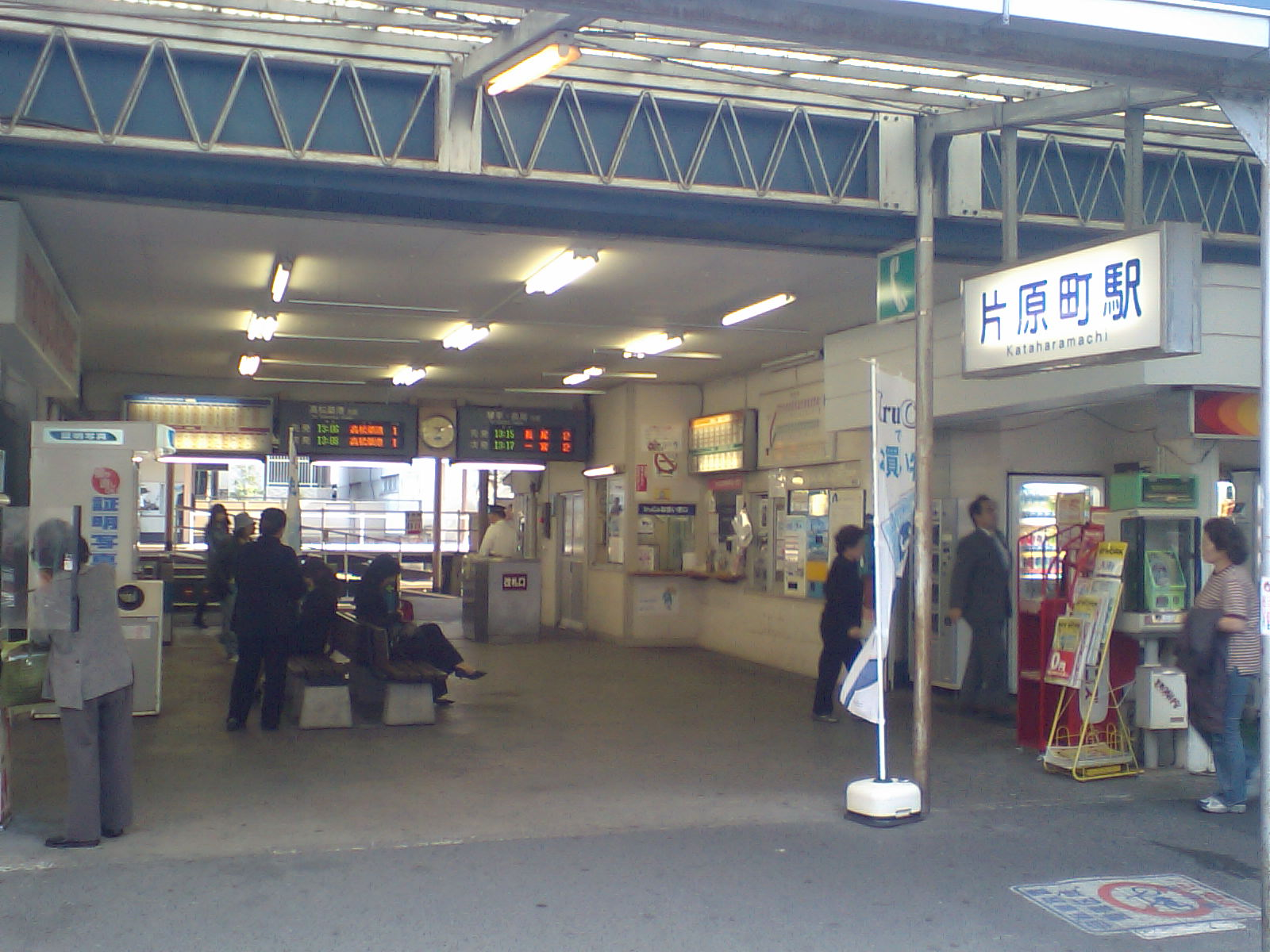
片原町駅改札口(2007年11月)
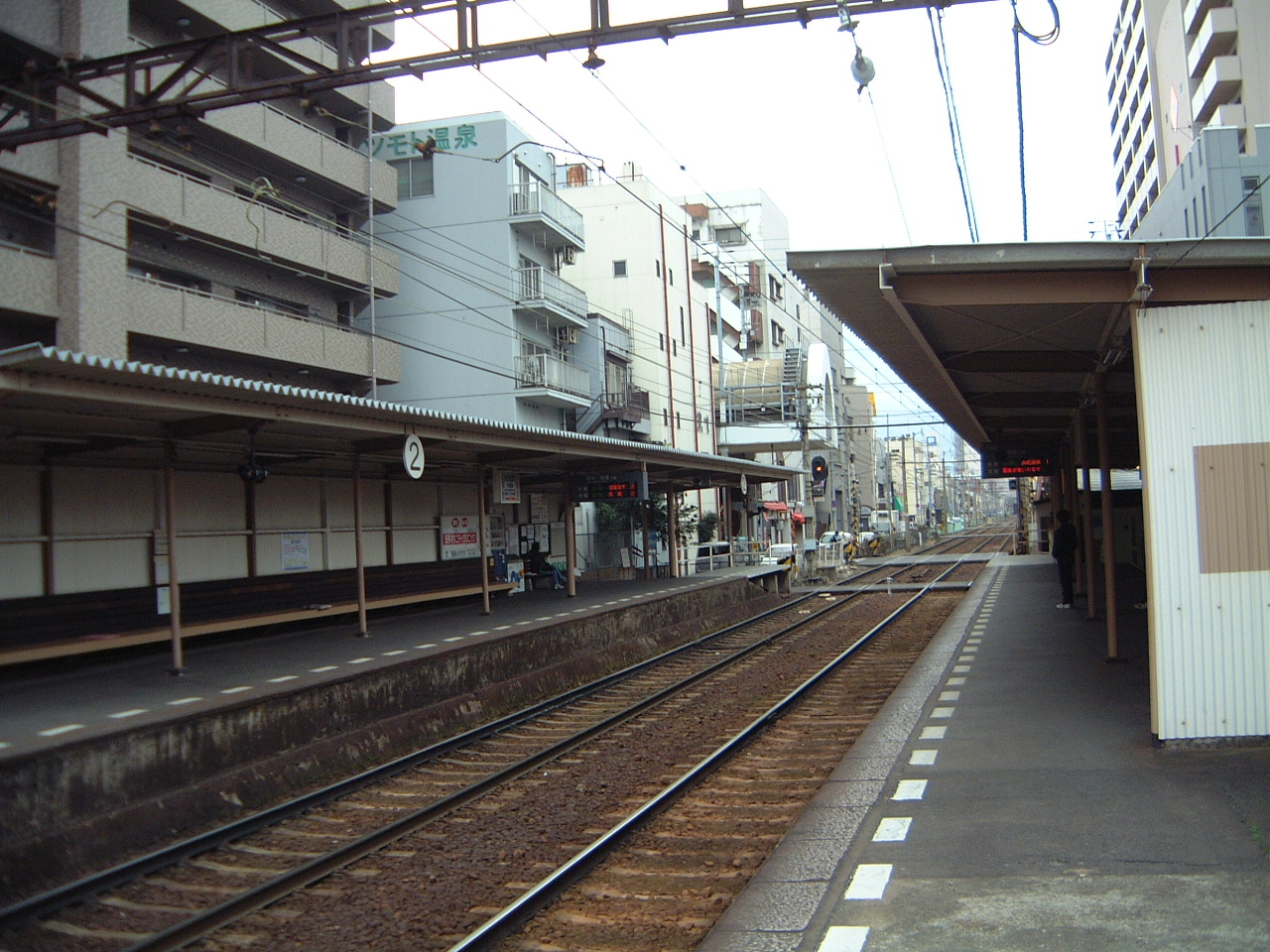
構内　高松築港方より(2006年1月)